# Argas
Argas (von altgriech. argas ‚giftiges Tier‘) ist eine Gattung der Lederzecken, deren bekanntester Vertreter die Taubenzecke (A. reflexus) ist. Die Vertreter parasitieren bei Reptilien, Vögeln, Fledertieren, gelegentlich werden auch Menschen befallen.

## Merkmale
Adulte Zecken sind 5 bis 10 mm groß und oval. Sie sind gelblich bis rötlich-braun gefärbt. Der Körper ist abgeflacht und hat einen scharfen Rand, der auch noch bei vollgesogenen Exemplaren erkennbar ist. Die Oberfläche ist lederartig und mit feinen, warzenartigen Erhebungen (Mammillae) bedeckt. Die Mundwerkzeuge liegen an der Unterseite und sind von oben nicht zu erkennen. Die Klauen tragen keine Haftlappen. Die Stigmenöffnung (Peritrema) liegt seitlich in Höhe des dritten Beinpaars.

## Lebenszyklus
Weibchen legen Eier in Paketen mit je 25 bis 100 Stück in Spalten und Ritzen. Jeder Eiablage geht eine Blutmahlzeit voraus. Nach ein bis fünf Tagen schlüpfen die sechsbeinigen Larven und suchen einen Wirt auf, auf dem sie etwa fünf Tage rund um die Uhr saugen. Anschließend suchen sie ein Versteck in der Umgebung auf und häuten sich zu den achtbeinigen Nymphen. Die Nymphen suchen nur nachts einen Wirt auf und häuten sich zu einem zweiten Nymphenstadium und schließlich zu den Adulten. Der gesamte Zyklus kann in einem Monat durchlaufen werden. Wenn geeignete Wirte fehlen, kann es auch deutlich länger dauern. Larven und Nymphen können Monate, Adulte bis zu zwei Jahre ohne Mahlzeit auskommen.

## Arten
Zur Gattung gehören folgende Arten:
- Argas abdussalami Hoogstraal & McCarthy, 1965
- Argas acinus Whittick, 1938
- Argas africolumbae Hoogstraal, Kaiser, Walker, Ledger, Converse & Rice, 1975
- Argas arboreus Kaiser, Hoogstraal & Kohls, 1964
- Argas assimilis Teng & Song, 1983
- Argas beijingensis Teng, 1983
- Argas beklemischevi Pospelova-Shtrom, Vasil'eva & Semashko, 1963
- Argas brevipes Banks, 1908
- Argas brumpti Neumann, 1907
- Argas bureschi Dryenski, 1957
- Argas canestrinii Birula, 1895
- Argas cooleyi Kohls & Hoogstraal, 1960
- Argas cooleyi McIvor, 1941
- Argas cucumerinus Neumann, 1901
- Argas dalei Clifford, Keirans, Hoogstraal & Corwin, 1976
- Argas delanoei Roubaud & Colas-Belcour, 1931
- Argas dulus Keirans, Clifford & Capriles, 1971
- Argas eboris Theiler, 1959
- Argas echinops Hoogstraal, Uilenberg & Blanc, 1967
- Argas falco Kaiser & Hoogstraal, 1974
- Argas foleyi Parrot, 1928
- Argas giganteus Kohls & Clifford, 1968
- Argas gilcolladoi Estrada-Peña, Lucientes & Sánchez, 1987
- Argas hermanni Audouin, 1827
- Argas himalayensis Hoogstraal & Kaiser, 1973
- Argas hoogstraali Morel & Vassiliades, 1965
- Argas japonicus Yamaguti, Clifford & Tipton, 1968
- Argas keiransi Estrada-Peña, Venzal & González-Acuña, 2003
- Argas lagenoplastis Froggatt, 1906
- Argas lahorensis Neumann, 1908
- Argas latus Filippova, 1961
- Argas lowryae Kaiser & Hoogstraal, 1975
- Argas macrostigmatus Filippova, 1961
- Argas magnus Neumann, 1896
- Argas miniatus Koch, 1844
- Argas monachus Keirans, Radovsky & Clifford, 1973
- Argas monolakensis Schwan, Corwin & Brown, 1992
- Argas moreli Keirans, Hoogstraal & Clifford, 1979
- Argas neghmei Kohls & Hoogstraal, 1961
- Argas nullarborensis Hoogstraal & Kaiser, 1973
- Argas peringueyi Bedford & Hewitt, 1925
- Argas persicus Oken, 1818
- Argas peusi Schulze, 1943
- Argas polonicus Siuda, Hoogstraal, Clifford & Wassef, 1979
- Argas radiatus Railliet, 1893
- Argas reflexus Fabricius, 1794 – Taubenzecke
- Argas ricei Hoogstraal, Kaiser, Clifford & Keirans, 1975
- Argas robertsi Hoogstraal, Kaiser & Kohls, 1968
- Argas sanchezi Dugès, 1887
- Argas streptopelia Kaiser, Hoogstraal & Horner, 1970
- Argas striatus Bedford, 1932
- Argas theilerae Hoogstraal & Kaiser, 1970
- Argas transgariepinus White, 1846
- Argas tridentatus Filippova 1961
- Argas vansomereni Keirans, Hoogstraal & Clifford, 1977
- Argas vulgaris Filippova, 1961
- Argas walkerae Kaiser & Hoogstraal, 1969
- Argas zumpti Hoogstraal, Kaiser & Kohls, 1968